# N̈
N̈ ، n̈  نویسه‌ای است از الفبای لاتین و برساخته از یک N و دونقطه‌ بر فراز آن. از این حرف در نگارش زبان‌های خاکالتک، کرئول کاپ ورده و مالاگاسی مورد استفاده‌است و در همهٔ این زبان‌ها نمایندهٔ آوای  [ŋ] است.

## منبع
Wikipedia contributors, "N-diaeresis," Wikipedia, The Free Encyclopedia, http://en.wikipedia.org/w/index.php?title=N-diaeresis&oldid=540884075 (accessed July 1, 2014). 